# Labopidea arizonae
Labopidea arizonae är en insektsart som beskrevs av Knight 1928. Labopidea arizonae ingår i släktet Labopidea och familjen ängsskinnbaggar. Inga underarter finns listade i Catalogue of Life.